# Wilhelmstraße 29 (Solingen)

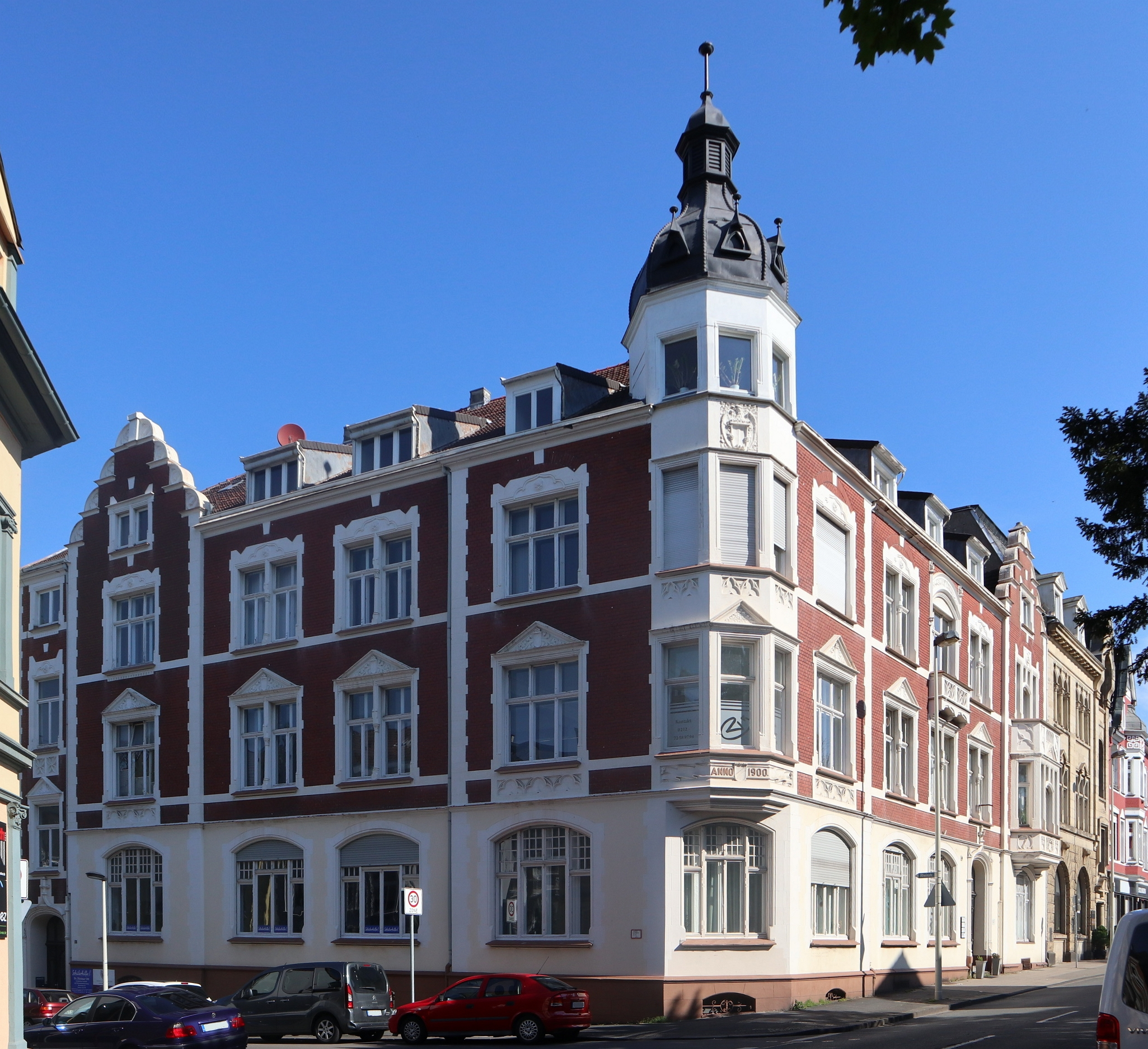
Wilhelmstraße 29, das ehemalige Handelskontor Weyersberg

Das Gebäude Wilhelmstraße 29, auch Handelskontor Weyersberg genannt, ist ein historisches Geschäftshaus in der bergischen Großstadt Solingen. Es wurde im Jahr 1900 vom Handelsunternehmen Gebr. Weyersberg in der damals noch selbständigen Stadt Ohligs erbaut, die heute ein Stadtteil von Solingen ist.

## Geschichte

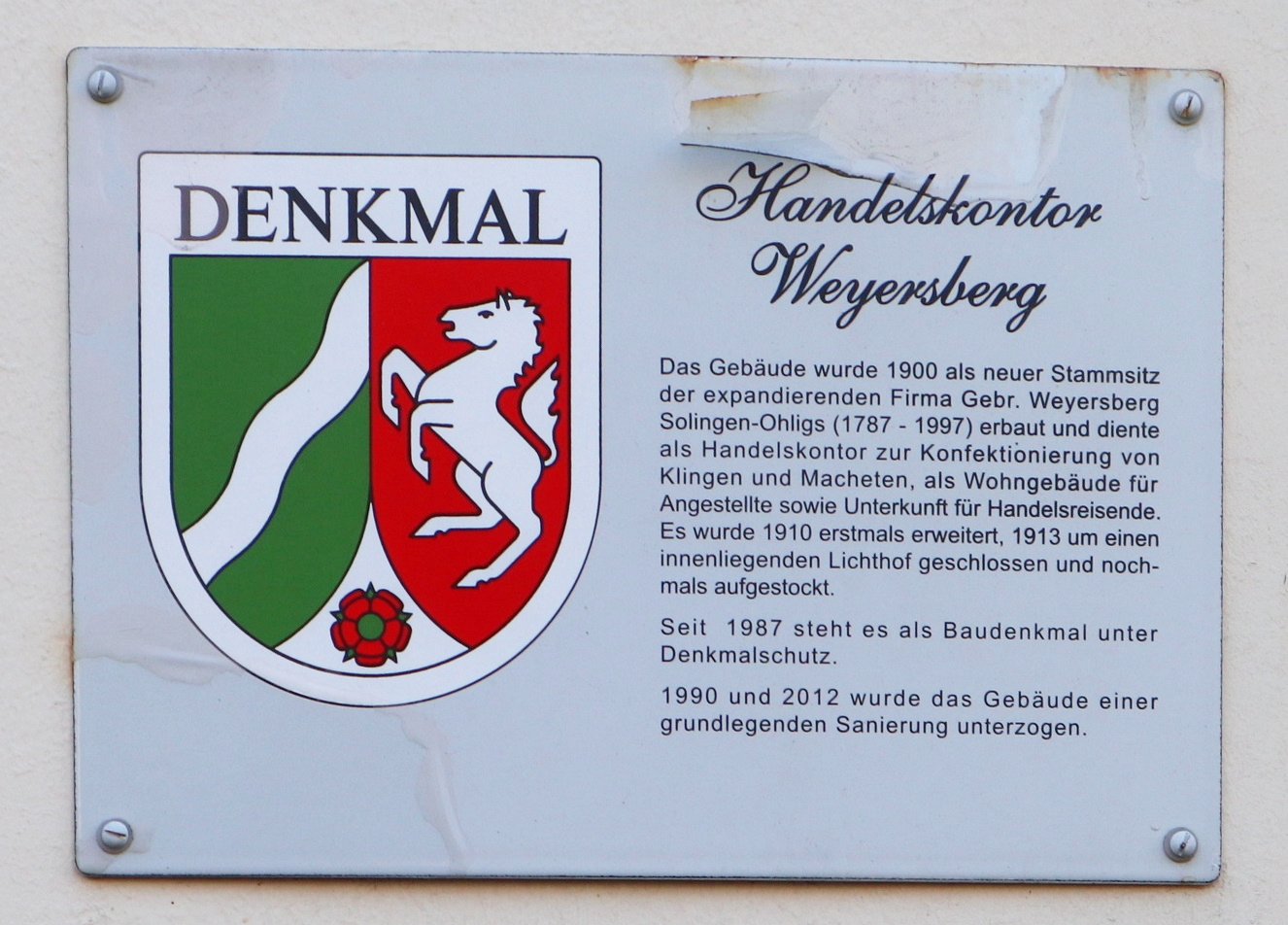
Informationstafel mit Denkmalplakette am Haus

Das Unternehmen Gebr. Weyersberg gilt als das älteste Solinger Handelsunternehmen, das 1787 seinen Betrieb aufnahm und zunächst Klingen herstellte und verkaufte. 1883 fusionierte die Waffensparte des Unternehmens mit der Firma W. R. Kirschbaum zum neuen Unternehmen Weyersberg, Kirschbaum und Co. (siehe Patria WKC). Die Handelssparte firmierte weiter selbständig als Gebr. Weyersberg. Der Firmensitz wurde 1902 von Solingen nach Ohligs verlegt.
Bereits im Jahr 1900 errichtete das Unternehmen ein repräsentatives Kontorhaus an der Ohligser Wilhelmstraße Ecke Rheinstraße in der Nähe zum Ohligser Bahnhof. Das Haus wurde zum neuen Firmensitz des Unternehmens. Es diente der Konfektionierung von Klingen und Macheten, als Wohnhaus für Angestellte sowie als Unterkunft für Handelsreisende. Die Produkte des Unternehmens wurden in einem Fabrikkomplex an der Forststraße hergestellt, der sich in der Nähe zum Handelskontor befand. Das dort erhaltene Verwaltungsgebäude Forststraße 51 steht ebenfalls unter Denkmalschutz. 1910 wurde das Kontorhaus durch einen Anbau erweitert und 1913 um ein Stockwerk aufgestockt.
Am 14. Januar 1987 wurde das Haus als Baudenkmal unter der laufenden Nummer 767 in die Solinger Denkmalliste eingetragen. Das Handelsunternehmen Gebr. Weyersberg stellte im Jahre 1997 seinen Betrieb ein. Das Gebäude Wilhelmstraße 29 von der Eigentümergemeinschaft zu einem Dienstleistungszentrum umgebaut und vorbildlich saniert. Für die Bemühungen um den Erhalt des Gebäudes erhielten die Eigentümer den Denkmalschutzpreis 2000 des Bergischen Geschichtsvereins, Abteilung Solingen e. V. verliehen.

## Architektur
Bei dem Haus Wilhelmstraße 29 handelt es sich um dreigeschossiges Eckgebäude mit Turmerker. Die Fassade ist im Stil des Historismus gestaltet und weitgehend original erhalten. Das Erdgeschoss ist verputzt, die beiden Obergeschosse sind mit Sichtmauerwerk versehen. Die Fassade zur Wilhelmstraße ziert in der ersten Etage ein zusätzlicher Erker. Fenster und Türen sind durch Rahmungen und Überdachungen unterschiedlicher Ausprägung geschmückt. Im Innern zeichnet sich das Gebäude besonders durch seine aufwändig gestalteten Treppenanlagen und die mit gotischen Bögen verzierten Holz-Glas-Trennwände aus.